# Copa Campeón de Campeones de Costa Rica 1967
La segunda edición de la Copa Campeón de Campeones del fútbol de Costa Rica fue realizada en 1967, el campeón nacional de 1966 la Liga Deportiva Alajuelense se enfrentó al Barrio México monarca del Torneo de Copa de 1967 (llamado Copa Costa Rica 1967), el partido fue realizado en el Estadio Nacional y finalizó 1-0 a favor del Alajuelense, con anotación de Víctor Calvo. El técnico alajuelense en el torneo fue Salvador Soto. Este sería el primer título de Campeón de Campeones de Alajuelense y la octava copa nacional.

## Participantes
|  |  | Alajuelense      |  | Campeón del Campeonato (1966) |
|  |  | Deportivo México |  | Campeón de Copa (1967)        |

## Final
| 5 de abril de 1967 | Alajuelense | 1:0 (1:0) | Deportivo México | Estadio Nacional, San José                               |                                                          |
|                    | Calvo 24'   |           |                  | Asistencia: 4054 espectadores Árbitro(s): Alfonso Segura | Asistencia: 4054 espectadores Árbitro(s): Alfonso Segura |

|             |
|             |
| Alajuelense |
| 1er. título |

| Predecesor: 1963 | Copa Campeón de Campeones 1967 | Sucesor: 2023 |